# 东京大学事件

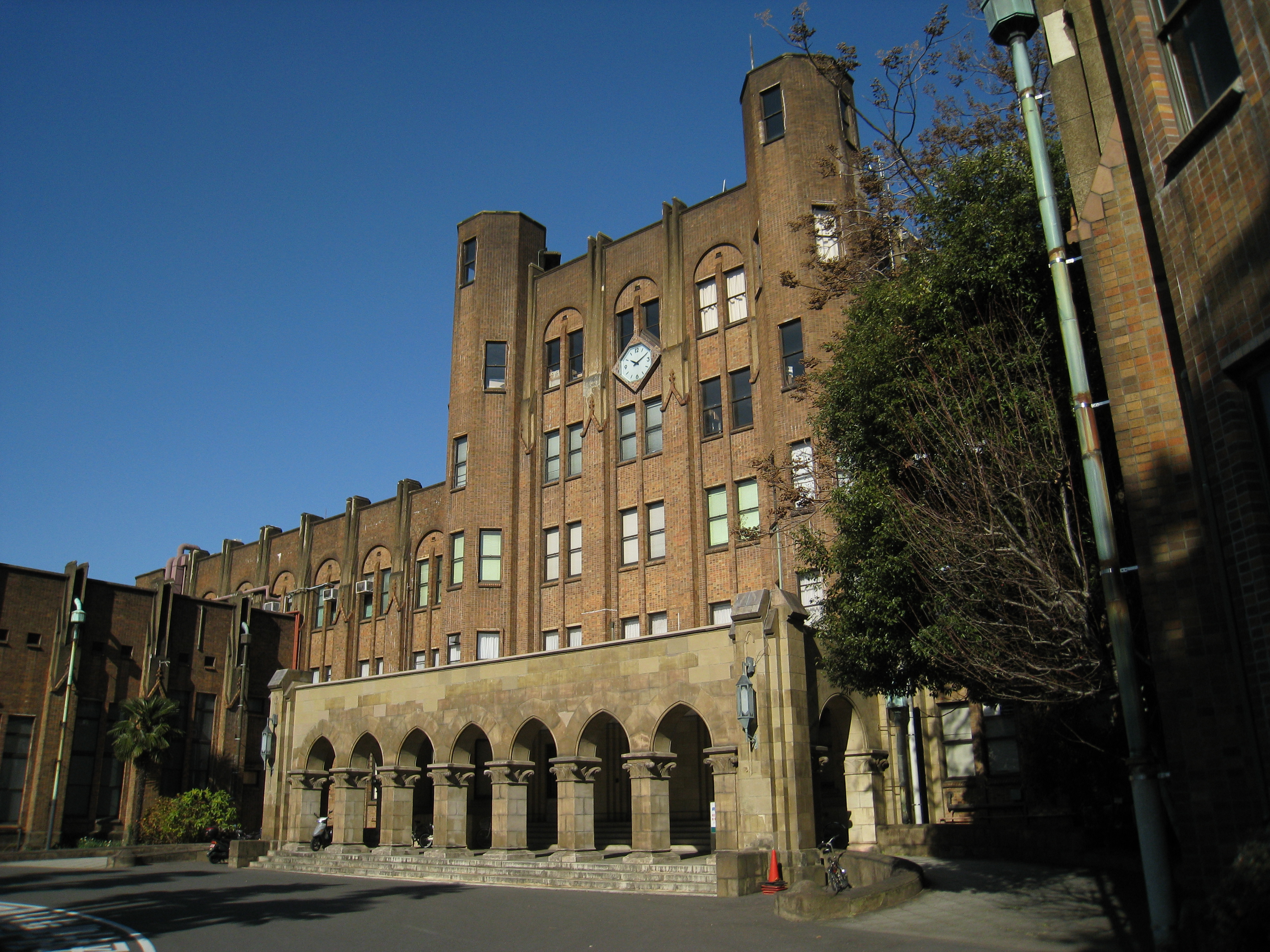
東大醫學院廣場

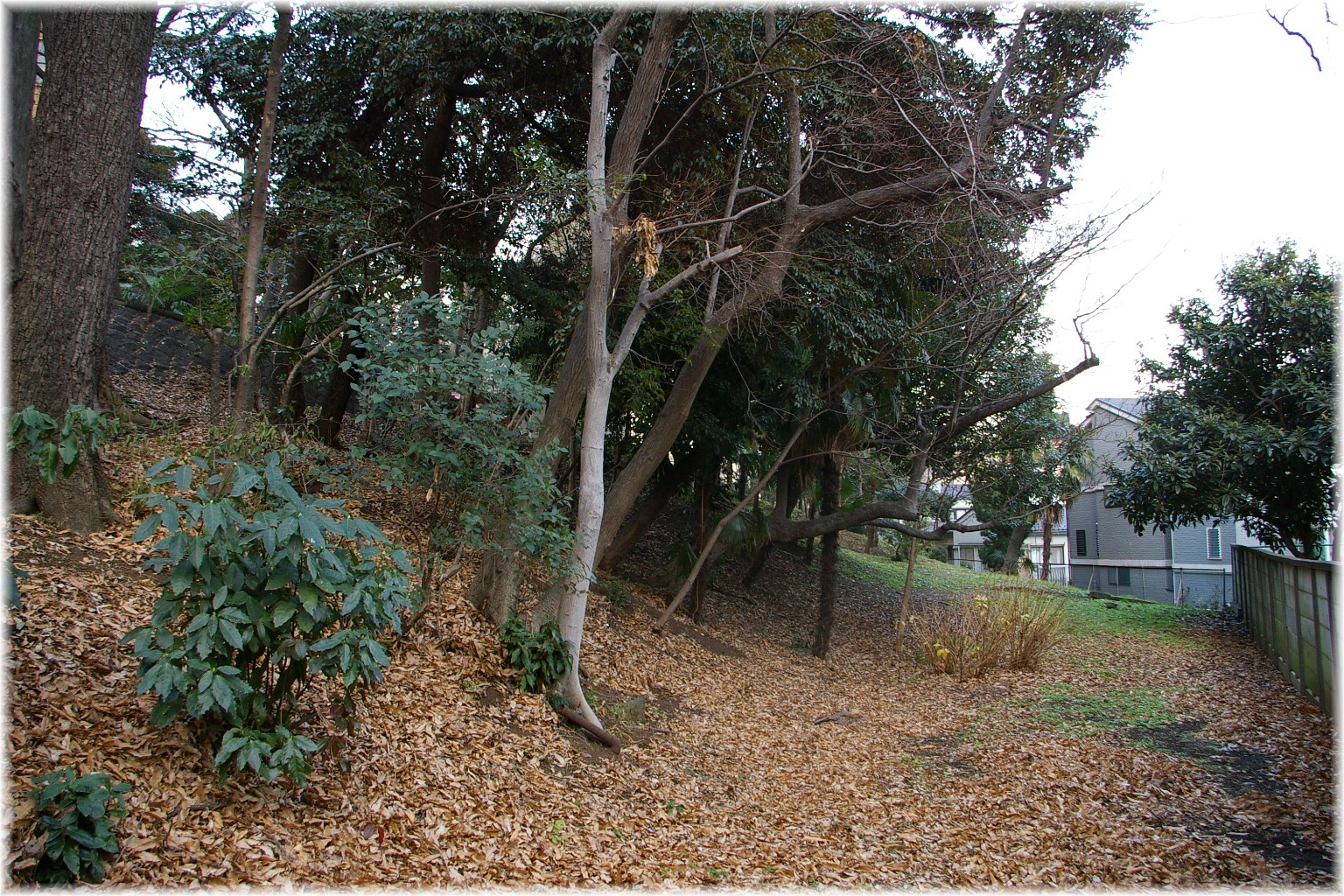
安田講堂旁斜坡

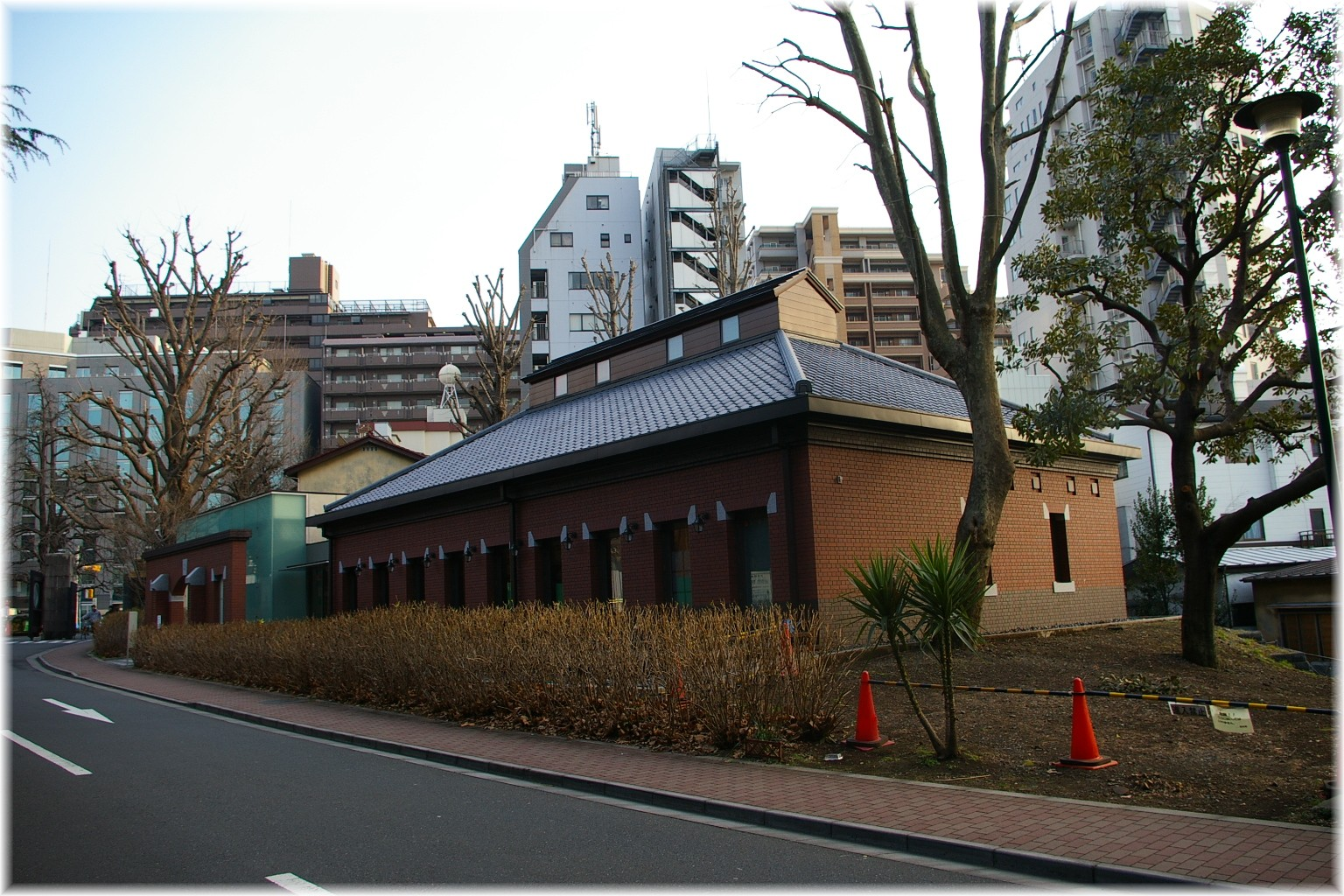
全校共斗會議召開地點

东京大学事件，通称东大纷争（日语：／）或东大斗争，1968年夏至1969年初，由东京大学学生發起的一场学生运动，响应欧洲的六八运动，东京大学半数以上在校学生参与了这次运动，并构成了日本全国学生运动的一个重要组成部分。

## 时间线
1968年（昭和43年）
- 1月29日　東京大學（以下簡稱“東大”）醫學部學生為了反對登記醫師制度代替現行的實習制度，進入無限期罷課。
- 3月12日　醫學部公開對1月19日的醫局長罐頭事件中的17人作出處分。
- 3月26日　在医学部教授座谈会上，两位讲师报告说，关于其中一名被处分的学生，学校方面可能存在失误。
- 3月28日　由于医学部全体斗争委员会（简称“全斗委”）的学生计划阻止在安田讲堂召开的毕业典礼，学校方面决定中止毕业典礼的举行。
- 6月15日　医学部全斗委的学生占据安田讲堂。
- 6月17日　受到东大校长大河内一男的请求，警視廳机动队出动1200人进入校园。占据讲堂的学生被迫离开。
- 6月20日　为了抗议警察介入校园运动，除法学部以外的9个学部共同宣布罢课。这是1960年的安保斗争之后的首次大规模罢课。
- 6月26日　文学部进入无限期罢课。
- 6月28日　大河内一男在安田讲堂与学生代表会面。会场共有约3000人参加，未能进入会场的2000多名学生通过电视直播的方式在其他教室参加了这次会见。
- 7月2日　反对日本共产党的日本新左翼学生约250人，用临时搭起的障碍物封锁安田讲堂。
- 7月5日　东大斗争全校共斗会议（简称“东大全共斗”）成立。一年级的教养学部也进入无限期罢课。
- 7月24日　东大助手共斗会议成立。
- 8月10日　学校方面推出最终方案“8·10告示”，由于这只是单方面的意向，遭到了学生的普遍反感。
- 8月28日　全校共斗会议学生约200人占据医学部大楼。
- 9月9日　医学部毕业考试秘密进行，只有不到半数的45名学生参加了考试，其余60名对此进行抵制。
- 9月16日　本乡校区内5个学部召开学生大会和学部大会，医学部的集会中约有教师和学生1300人参加。集会提出将9月9日进行的考试推迟举行，当时参加考试的45名学生受到打击。
- 9月18日　医学部召开紧急教授会议，宣布暂时停止毕业考试，在一段时期内停课。
- 9月22日　全共斗学生约250人在医学部附属医院外科大楼外设置路障，进行封锁。
- 10月12日　法学部进入无限期罢课。这是东大历史上首次10个学部共同进行无限期罢课。
- 10月18日　东大医学部神经内科的全体15名医生向教授会议提出抗议，决定在25号以后直至罢课结束前，一切医疗活动由领有工资的员工进行，没有工资的医生拒绝提供医治。
- 11月1日　东大评议会同意接受大河内一男的辞职，同时也同意引起本次事件的医学部部长丰川行平和东大医院院长上田英雄辞去东大教授的职务。当时10个学部的学部长全体提出辞职。
- 11月4日　新学部长会议上，法学部部长加藤一郎被选举为校长事务代理。在文学部法文2号楼开始进行关于文学部学生处分问题的集体谈判。
- 11月6日　文学部长林健太郎、评议员岩崎與评议员堀米被软禁。助教授成瀨由于疲劳过度而退出谈判。教授方面提出这是“非法拘禁”。
- 11月8日　谈判超过100个小时，教官有志发表声明称“这是对教授基本人权的严重侵犯，学生们将大学变成了无法地带”。35人在声明上签名。三岛由纪夫、阿川弘之等著名学者和文化界人士提出紧急申诉。
- 11月12日　文学部部长林教授进入病危状态，在被扣留173个小时后释放。立即被送入医院抢救。
- 11月14日　法学部学生大会通过决议，反对封锁全校。
- 11月18日　全校集会上，东大校方与全共斗的谈判彻底破裂。
- 11月19日　工学部学生大会通过决议，反对封锁全校。校长代理加藤与统一代表团准备会（日共团体）举行会谈。
- 11月22日　图书馆被封锁。学生自发组织驹场节。
- 12月29日　文部省宣布中止1969年度的东大入学考试。

1969年（昭和44年）
- 1月4日 加藤校长發表非常事态宣言。
- 1月9日　机动队接受加藤校长的请求，进入校园。
- 1月10日　7个学部代表团与校方在秩父宮橄榄球场举行会谈。
- 1月12日　日共（民青）借助右翼学生解除了六学部的罢课。
- 1月15日　东大全共斗的学生加强了对安田讲堂的封锁，来自各地各派的五百人固守安田讲堂。东大全共斗主力此后以冲突激化为由逃离校园。革马派也因为在关键时刻放弃阵地逃离现场而在事后受到「临阵脱逃」的非难和指责。
- 1月16日　加藤校长请求机动队撤去本乡校区的所有路障。
- 1月18日-19日　机动队强行解除学生的封锁（东大安田讲堂事件）。在东大内逮捕450人以上。
- 1月20日　东大校方同意中止入学考试。